# Manaure
Manaure é um município da Colômbia, localizado no departamento de Guajira.
Símbolos:
Escudo
“No escudo de Manaure detalhamos principalmente a gratidão ao nosso criador que nos permitiu contar com paisagens naturais como as áreas desérticas que nos levam à calma, a riqueza que nos oferece nosso mar do Caribe, do qual obtemos diferentes recursos como o sal e a fauna marinha, entre outros, a industrialização que dia a dia nos permite progredir e nos desenvolver mais, a fauna que nos visita como se observa graças à formosa presença dos flamingos rosados.”
Bandeira
A bandeira apresenta as cores branca e azul: o azul representa o céu e o mar, e o branco, o sal. 
Hino
Autor: Alvaro Mercado
Letra:
Es Manaure tierra de sal pura
de hombres nuevos que aman la cultura
que con fè y con buen corazòn, esperan el triunfo de la razòn.
Frente al mar hay un pueblo muy bello que es emporio de sal y de gas
es un pueblo que labora y ello, lo hace grande y lleno de paz
História
De acordo com a tradição oral, manaure deve seu nome a um indígena de grande linhagem. Segundo as investigações realizadas efetivamente na vizinha República da Venezuela, existiu um cacique indígena de muito prestígio, o qual respondia pelo nome de MANAURE. Este indígena inicialmente se mostrou muito amigável com os conquistadores e os evangelizadores, mas logo enfrentou os espanhóis e em 1821 foi morto pelo exército de Morillo. 
O município de Manaure foi criado mediante a lei (ordenanza) 015 de 1973. Esta lei passou a vigorar a partir de 01 de outubro de 1974, data de foi institucionalizada para comemorar o aniversário de Manaure. 
Geografia:
Descrição Física: seu clima é quente, refrescado pelas brisas marinhas do Nordeste, permanecendo todo o ano com temperaturas que oscilam entre 28 e 38 graus centígrados. Devido às altas temperaturas e à alta intensidade dos ventos, a evaporação é muito alta. Os ventos do Nordeste ocasionam a época de maior seca. As chuvas são muito escassas e somente ocorrem nos meses de maio, junho, outubro e novembro. As precipitações, influenciadas pela direção e velocidade dos ventos são curtas e fortes, chegando a cair em alguns lugares até 150 milímetros em uma única tempestade. Em geral a paisagem é plana, pedregosa, e suavemente ondulada, onde predominam as dunas do litoral, as lagoas marinhas, fo
rmações argilosas e salinas entre Pájaro y Mayapo, submetidas a inundações prolongadas.

Manaure pertence à costa do Caribe, onde as correntes de água são, em sua maioria, córregos caracterizados por seu regime esporádico ou intermitente. O município está rodeado pelo Mar do Caribe. O mar do Caribe, que contorna a costa, é a fonte mais abundante de água, convertendo-se não só no maior provedor de alimentos, como também de elementos primários para indústria de sal, base da economia desta região.